# Peer instruction
Peer instruction (em português:  Instrução entre pares) é um método de ensino interativo, baseado em evidência, popularizado no início da década de 1990 por Eric Mazur, professor da Universidade Harvard. Originalmente usado em diversas escolas, incluindo disciplinas introdutórias de física na Universidade Harvard, peer instruction é usada em várias disciplinas e instituições em todo o planeta. É uma abordagem centrada no estudante que envolve reorganizar as aulas tradicionais, mudando a transferência de informações e movendo sua assimilação. Existem algumas pesquisas que suportam a efetividade da peer instruction sobre métodos de ensino mais tradicionais, como a palestra pura.
A peer instruction é atualmente aplicada em diversos tipos de instituições em todo o planeta e em diversas disciplinas, incluindo filosofia, psicologia, geologia, biologia, matemática, ciência da computação e engenharia.

## Aspectos históricos

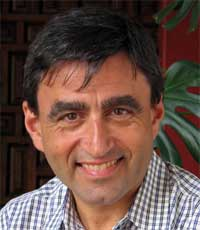
Criador no Peer Instruction, Eric Mazur

Foi inicialmente desenvolvido para o curso introdutório de Física ministrado pelo Prof. Mazur. É baseados nas pedagogias que tem o aluno como o centro do processo de aprendizagem. O Peer Instruction(PI) foi desenvolvido em 1991, quando Mazur tomou contato com o teste Force Concept Inventory, sobre Mecânica. O teste apontou que os estudantes dos cursos introdutórios de Física tem seus pensamentos baseados no "senso comum" acerca da Mecânica, mostrando que o ensino tradicional, caracterizado por aulas exclusivamente expositivas, não é eficiente para melhorar a concepção dos alunos nesse quesito. Antes de 1991, Mazur dava aula nos curso introdutórios de maneira tradicional. Eric notou que a maior parte dos estudantes era capaz de resolver questões quantitativas, porém não possuíam um bom desempenho em questões qualitativas simples. A fim de modificar essa deficiência no ensino de Ciências, Eric Mazur começou a pensar em formas de minimizar esse problema. O resultado foi a criação do Peer Instruction, que tem como principal objetivo explorar a interação entre os estudantes durante as aulas e focar a atenção dos estudantes nos conceitos fundamentais.

## Aplicação
A proposta de Mazur é sintetizada nas seguintes etapas:
1. Uma apresentação oral curta sobre os temas centrais de um conceito é feito por aproximadamente 20 minutos.
2. Uma pergunta de múltipla escolha, geralmente conceitual, denominada Teste Conceitual, é colocada aos alunos sobre o conceito.
3. Os alunos tem aproximadamente 2 minutos para refletirem sobre a questão.
4. Os alunos registram suas respostas utilizando algum sistema de respostas.
5. Dependendo da distribuição das respostas, o professor pode passar para a etapa 6 (quando a frequência de acertos está entre 35% e 70%) ou para o passo 9 (quando a frequência de acertos é superior a 70%).
6. Os alunos discutem a questão com seus colegas por um ou dois minutos.
7. Os alunos registram sua nova resposta utilizando o mesmo sistema de respostas utilizado.
8. A partir dos novos resultados, o professor apresenta-os para os alunos
9. O professor explica a resposta da questão e pode fazer uma nova questão sobre o mesmo assunto ou passar para o próximo tópico da aula, voltando para o início das etapas.[11]

### Sistemas de respostas

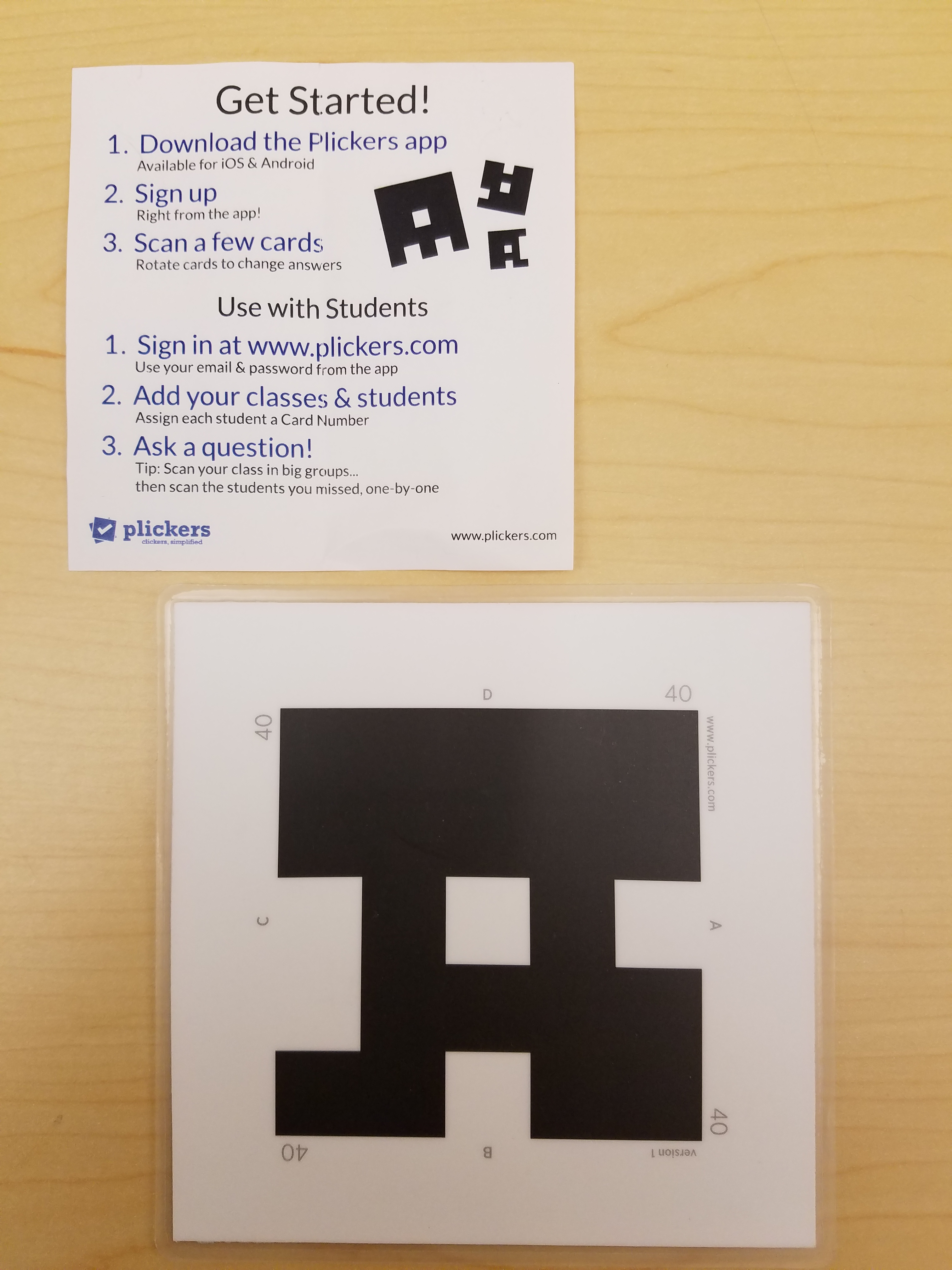
Flashcard utilizado com o Plickers

As votações geralmente são feitas por meio de clickers, que são controles remotos individuais que registram a resposta do aluno, ou por meio de flashcards (cartões de resposta) com Código QR. Nos dias de hoje, com o advento da internet, outros sistemas de resposta por meio de notebooks, tablets e smathphones são uma alternativa boa por serem mais práticos. Aconselha-se que o professor tenha o cuidado de não divulgar o resultado da primeira votação. No caso dos flashcards deve tentar minimizar que o aluno espere seu colega votar primeiro. Uma sugestão de aplicativo que integrado com o clicker dá uma resposta instantânea, por isso valiosa para o professor, é o Plickers com os cartões de resposta Clickers. O professor pode registrar alunos e perguntas, e registra a resposta dos clickers pela câmera do celular, dando instantaneamente a estatística dos acertos dos alunos.

### Testes conceituais
O professor não precisa partir do zero para utilizar questões conceituais. Há uma abundância de questões abordadas em vestibulares. É aconselhável utilizar questões que exijam uma reflexão e aplicação dos conceitos discutidos em aula. Não são aconselháveis testes monótonos, que sejam respondidos simplesmente por uma lembrança ou aplicação de uma fórmula. Também é aconselhável que não se atribua nota pelos Testes Conceituais. A atribuição de nota afeta de forma direta na qualidade das discussões entre os alunos . Quando as respostas recebem mais pontuação, os alunos que possuem maior conhecimento sobre o assunto tendem a dominar a discussão, enquanto quando não há isso percebe-se uma participação maior dos outros colegas.

### Peer instructioneJust-in-time teaching
Inicialmente, era previsto que houvesse tarefas que antecedesse as aulas, que eram checadas através de questionários no período de 20 minutos antes da aula com o intuito de obter um retorno das dificuldades dos alunos. Com o uso da metodologia ativa Just-in-time Teaching, esse uso foi potencializado. Convencionou-se, então, que o PI está relacionado com as atividades em sala de aula e  o Just-in-time Teaching com as tarefas extraclasse. Sendo seu uso conjunto bastante recomendável. O professor, tendo os resultados das tarefas de leitura prévias, prepararia suas aula e seus Testes Conceituais de acordo com  o feedback dos alunos. Uma sugestão é alternar os métodos, com aulas de resolução de problemas em pequenos grupos, tendo que entregar suas respostas ao final.

### Possíveis dificuldades
Embora seja muito recomendável a implementação da metodologia, é necessário que o professor esteja atento a possíveis dificuldades que possam acontecer e assim pensar em formas de como contorná-las:
- Possível falta de pontualidade dos alunos pode dificultar a implementação da disciplina;
- Se o JiT for implementado em conjunto, pode haver uma queda quantitativa e qualitativa ao longo do tempo nas tarefas de leitura.
- Maior tempo para preparar as aulas;
- A aplicação do método semanalmente pode se tornar cansativo.

## Impactos na aprendizagem
As pesquisas mostram que o Peer Instruction é bastante recomendável, tanto para melhorar os resultados de aprendizagem dos alunos quanto para engajá-los no processo de aprendizagem. No que tange a aprendizagem conceitual, alunos que tiveram o PI aplicado em seus cursos tiveram uma melhora na aprendizagem conceitual quando comparado com turmas em que o ensino foi tradicional. Alguns artigos também ressaltam que turmas que tiveram o PI possuíram um desempenho em resolução de problemas melhor que o grupo controle(aulas expositivas). Embora inicialmente criado para ser aplicado na Física, foi analisado artigos em que mostram a aplicação do PI nas Ciências Médicas e nas Ciências Humanas .Em suma, pode-se dizer que a aplicação do Peer Instruction produz um engajamento maior do aluno, colocando-o como responsável pelo seu aprendizado, além de proporcionar um bom desempenho tanto na parte conceitual quando na parte quantitativa, ou seja, nas resoluções de problemas, como explicitado nas pesquisas. Em uma pesquisa realizada com turmas do Centro Universitário Salesiano de São Paulo - Unisal, onde os docentes que aplicaram o método viram de aspectos positivos nos alunos: quebra de rotina, alunos com postura mais ativa, maior esforço para refletir sobre as questões, melhora na frequência dos alunos e na participação em sala de aula e maior interesse em discutir com os seus colegas de aula.Em uma pesquisa realizada em turma do ensino médio, após a implementação, foi feito um questionário com os alunos. 33% deles acharam a metodologia boa, 64% muito boa e 3% como regular. Para os alunos, as discussões e as aulas menos cansativas foram um dos aspectos positivos da metologia.